# 曲雕阿兰
曲雕阿兰是蒙古帝国第一个游牧首都，又称阔帖兀阿阑、阔迭额阿剌勒（Kodege-aral），意為荒島或荒野半島地區。即成吉思汗设立的大斡耳朵，在克鲁伦河和僧库尔河交汇处，今蒙古国肯特省。
该地原称阿布拉格（Aurag），蒙古语裡是「来源」的意思。曲雕阿兰距离成吉思汗家族的乞颜部很近。口头传统记载孛兒帖在蒙古征服花剌子模（1218–1223）期间留守曲雕阿兰。1220年确定哈拉和林为大蒙古国的常驻都城，但因战乱始终未能兴建城郭，继续以阔迭额阿剌勒的大行宫为实际统治中心。直至蒙哥统治时期哈拉和林才逐步转化成国家的政治中心。